# Südkoreanische Fußballnationalmannschaft (U-20-Frauen)
Die südkoreanische Fußballnationalmannschaft der U-20-Frauen (대한민국) repräsentiert Südkorea im internationalen Frauenfußball. Die Nationalmannschaft ist der Korea Football Association unterstellt und wird seit November 2021 von Hwang In-sun trainiert, die damit zum ersten weiblichen Cheftrainer einer Fußballnationalmannschaft in Südkorea wurde. Der Spitzname der Mannschaft ist Taegeuk Nangja.
Die Mannschaft tritt bei der U-20-Asienmeisterschaft und der U-20-Weltmeisterschaft für Südkorea an. Mit zwei kontinentalen Titeln (zuletzt 2013) zählt das Team hinter Rekordmeister Japan zu den erfolgreichsten U-20-Nationalmannschaften in Asien. Bei der U-20-Weltmeisterschaft 2010 in Deutschland erreichte die südkoreanische U-20-Auswahl mit dem dritten Platz ihr bisher bestes Ergebnis.

## Turnierbilanz

### Weltmeisterschaft
| Jahr   | Gastgeber       | Platzierung        |
| ------ | --------------- | ------------------ |
| 2002   | Kanada          | nicht qualifiziert |
| 2004   | Thailand        | Gruppenphase       |
| 2006   | Russland        | nicht qualifiziert |
| 2008   | Chile           | nicht qualifiziert |
| 2010   | Deutschland     | 3. Platz           |
| 2012   | Japan           | Viertelfinale 1    |
| 2014   | Kanada          | Viertelfinale      |
| 2016   | Papua-Neuguinea | Gruppenphase       |
| 2018   | Frankreich      | nicht qualifiziert |
| 2020 2 | Costa Rica 2    | – 2                |
| 2022   | Costa Rica      | Gruppenphase       |
| 2024   | Kolumbien       | Achtelfinale       |

### Asienmeisterschaft
| Jahr   | Gastgeber           | Platzierung    |
| ------ | ------------------- | -------------- |
| 2002   | Indien              | Gruppenphase   |
| 2004   | Volksrepublik China | Asienmeister   |
| 2006   | Malaysia            | Gruppenphase   |
| 2007   | Volksrepublik China | Halbfinale     |
| 2009   | Volksrepublik China | 2. Platz       |
| 2011   | Vietnam             | 4. Platz 3     |
| 2013   | Volksrepublik China | Asienmeister 3 |
| 2015   | Volksrepublik China | 3. Platz       |
| 2017   | Volksrepublik China | Gruppenphase   |
| 2019   | Thailand            | 3. Platz       |
| 2022 4 | Usbekistan 4        | – 4            |
| 2024   | Usbekistan          |                |